# Atanycolus neesii
Atanycolus neesii är en stekelart som först beskrevs av Marshall 1897.  Atanycolus neesii ingår i släktet Atanycolus och familjen bracksteklar. Enligt den finländska rödlistan är arten nationellt utdöd i Finland. Arten är reproducerande i Sverige. Artens livsmiljö är naturmoskogar. Inga underarter finns listade.